# Beaujolais
Beaujolais je stará francouzská vinařská oblast a historická provincie v jižním Burgundsku severně od města Lyon, na pravém břehu řeky Saôny. Z větší části patří do departementu Rhône, některé obce patří do departementu Saône-et-Loire. Hlavním městem oblasti je Villefranche-sur-Sâone. Centrální část kraje pokrývá cca 22 500 ha vinohradů. Na svazích, na kterých se nacházejí vinice, se vyskytují štěrky, žula, někde lze najít i jílovité sedimenty nebo křemenité podloží.
Díky svým lehkým červeným vínům pocházejícím z odrůdy Gamay se oblast Beaujolais stala v produkci vína světoznámou. Vyrobí se tu asi 750 000 hl ročně, z toho až 50 % tvoří nejznámější Beaujolais Nouveau.